# Ficus pritchardii
Ficus pritchardii là một loài thực vật có hoa trong họ Moraceae. Loài này được Seem. mô tả khoa học đầu tiên năm 1868.